# Chloe Jones
Chloe Jones, nome artístico de Melinda Dee Jones, (Houston, 17 de junho de 1975 — 4 de junho de 2005) foi uma modelo e atriz pornográfica norte americana.
Antes de Jones fazer sua reaparição, sua saúde começou a se deteriorar. Morreu duas semanas antes de completar 30 anos de idade. Muita pouca informação sobre sua morte foi revelada ao público. A causa oficial de sua morte foi atribuída a um problema hepático.
Seus restos foram depositados no cemitério Woodlawn Garden of Memories, em Houston, Texas.
No momento de morrer deixou três filhos: uma menina (n.1996) e dois meninos gêmeos. (n.1997).